# John Warcup Cornforth
Pour les articles homonymes, voir Cornforth.
John Warcup Cornforth (7 septembre 1917 à Sydney, Australie - 14 décembre 2013) est un chimiste australien. Il a reçu la moitié du prix Nobel de chimie en 1975.

## Biographie
Cornforth est sourd depuis sa jeunesse, à cause d'une otosclérose. Malgré sa maladie, il commença des études de chimie organique à l'âge de 16 ans à l'université de Sydney. En 1937 à l'âge de 20 ans, il termina ses études avec mention. Un an plus tard, il obtint une bourse, tout comme sa future femme Rita Harradence, à Oxford auprès de Robert Robinson. Peu après le début de sa bourse, la Seconde Guerre mondiale éclata. Marqué par cette guerre, Cornforth orienta principalement ses recherches sur les aspects chimiques de la pénicilline.
En 1975, Cornforth reçut le prix Nobel de chimie (il le partage avec Vladimir Prelog) « pour ses travaux sur la stéréochimie des réactions catalysées par des enzymes ».
Cornforth était membre de la Royal Society depuis le 19 mars 1953. Il continua longtemps ses recherches à l'université du Sussex.

## Distinctions et récompenses
- 1968 : Médaille Davy
- 1969 : Prix Ernest Guenther
- 1972 : Commandeur de l'Ordre de l'Empire britannique (CBE)[4]
- 1975 : Prix Nobel de chimie
- 1976 : Chevalier (Kt)[5]
- 1991 : Compagnon de l'Ordre d'Australie (AC)[6]
- 2001 : Médaille du Centenaire (Centenary Medal)[7]